# Bupleurum salicifolium
Bupleurum salicifolium é uma espécie de planta com flor pertencente à família Apiaceae. 
A autoridade científica da espécie é R. Br., tendo sido publicada em Physicalische Beschreibung der Canarischen Inseln 195. 1828.

## Portugal
Trata-se de uma espécie presente no território português, nomeadamente os seguintes táxones infraespecíficos:
- Bupleurum salicifolium subsp. salicifolium - presente no Arquipélago da Madeira. Em termos de naturalidade é endémica da região Macaronésia. Não se encontra protegida por legislação portuguesa ou da Comunidade Europeia.